# بخش اوخرول
بخش اوخرول (به انگلیسی: Ukhrul district) یک منطقهٔ مسکونی در هند است که در مانیپور واقع شده‌است. بخش اوخرول ۴٬۵۴۴ کیلومتر مربع مساحت و ۱۸۳٬۹۹۸ نفر جمعیت دارد و ۳٬۱۱۴ متر بالاتر از سطح دریا واقع شده‌است.